# Torrecampo (kommunhuvudort)
Torrecampo är en kommunhuvudort i Spanien.   Den ligger i provinsen Province of Córdoba och regionen Andalusien, i den centrala delen av landet, 230 km söder om huvudstaden Madrid. Torrecampo ligger 601 meter över havet och antalet invånare är 1 384.
Terrängen runt Torrecampo är huvudsakligen platt, men åt nordost är den kuperad. Runt Torrecampo är det mycket glesbefolkat, med 6 invånare per kvadratkilometer. Närmaste större samhälle är Villanueva de Córdoba, 16,3 km söder om Torrecampo. Trakten runt Torrecampo består till största delen av jordbruksmark.